# 圣庞加爵堂 (佛罗伦萨)

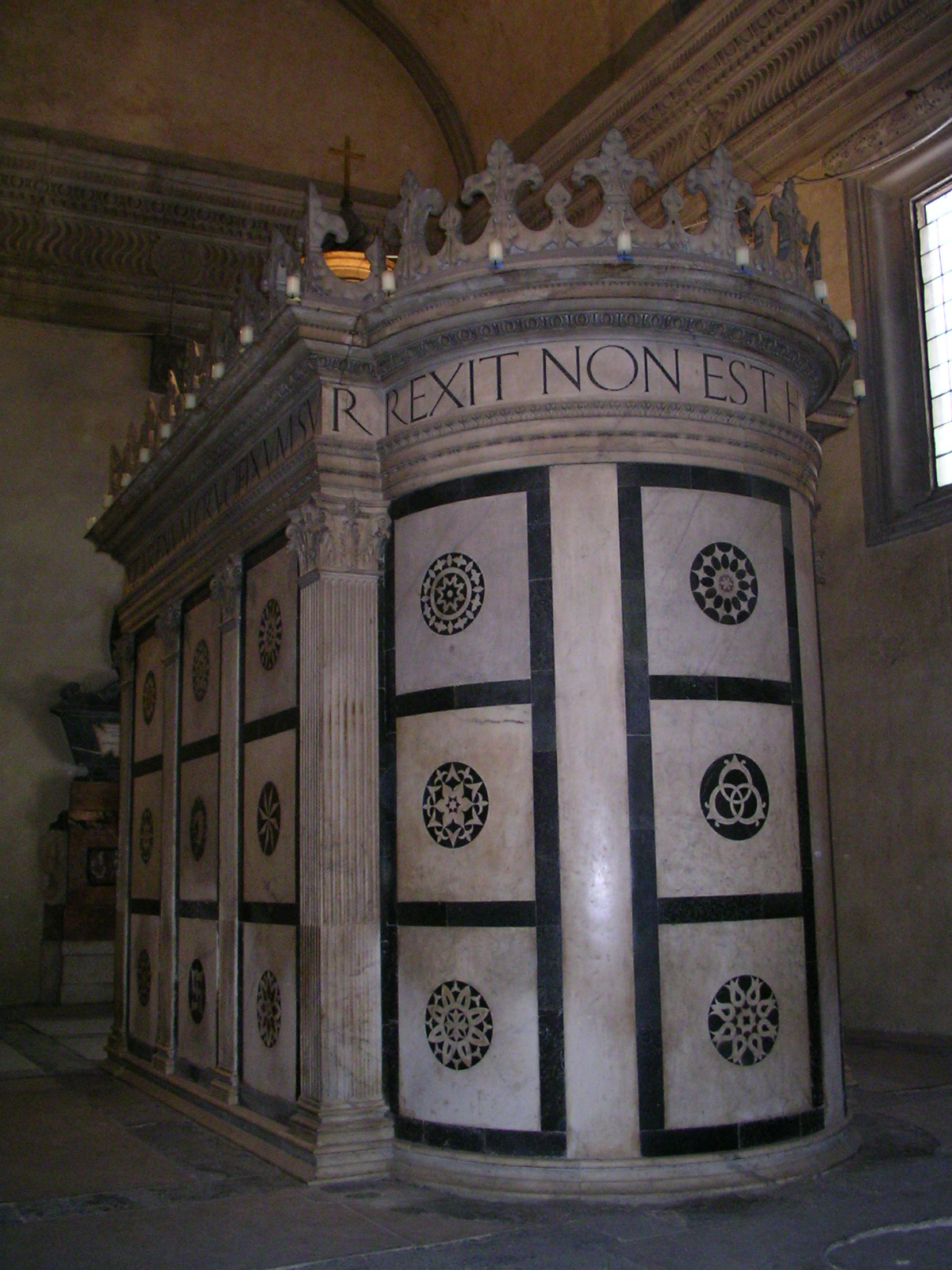

圣庞加爵堂（Chiesa di San Pancrazio）是意大利佛罗伦萨的一座历史建筑，位于圣庞加爵广场（Piazza San Pancrazio），鲁切拉宫后。除鲁切拉小堂外，该堂已经世俗化，改为雕塑家马里诺·马里尼的博物馆。鲁切拉小堂内有鲁切拉墓。自2013年2月已经可以从马里尼博物馆内参观小堂。

## 历史
这座教堂建于早期基督教时代，从931年见于文件记载；根据历史学家乔瓦尼·维拉尼，它是由查理曼创建。毗邻的修道院建于1157年。该堂在14世纪修复并扩建。该堂从1808年起曾改为彩票店、法庭，以及卷烟厂。

## 鲁切拉小堂
乔瓦尼·保罗·鲁切拉伊委托莱昂·巴蒂斯塔·阿尔贝蒂在该堂的家族小堂为他建一座墓。阿尔伯蒂在鲁切拉伊小堂和坟墓的作品可能始于约1458年，小堂可追溯到1417年。 坟墓于1467建成，模仿耶路撒冷圣墓教堂 。